# 真北
真北 （しんぽく、英語: True north）とは、ある地点を通過する経線あるいは子午線が示す北、つまり北極点の方向である。すなわち、普通に言う北である。北半球では北極星の方向とほぼ同じであるが、厳密には異なっている（詳細は天の北極や歳差を参照）。
これに対し磁北（じほく）と呼ばれる磁石で表示される北（北磁極）を基準にする北がある。磁北と真北はずれているので、地図を利用する際にはどちらを基準にしているのか注意する必要がある。現在の日本中心部（北日本・沖縄などを除く）では、真北に対して磁北が約7度西側にずれている（「西偏（せいへん）」）。つまり、偏角は-7°である。
古代の建物や墳丘のうち、東西南北の方角を意識して建設されているものは、ほとんどが真北を利用している。
磁北は飛行機の航行用などに使用され、ほとんどの飛行機は磁方位で飛行しており、空港の滑走路番号は磁方位で表示している。